# Caponina chilensis
Caponina chilensis  (лат.) — вид мелких пауков рода Caponina из семейства Caponiidae. Южная Америка: южная Чили, (Antofagasta, Coquimbo, Valparaíso, Santiago). Длина самца 4,12 мм (самка крупнее — 4,99 мм).
Вид Caponina chilensis был впервые описан в 1994 году американским арахнологом Норманом Платником (Norman I. Platnick; р.1951; Американский музей естественной истории, Манхэттен, Нью-Йорк, США) вместе с Caponina tijuca и другими таксонами. Caponina chilensis включён в состав рода Caponina Simon, 1891 вместе с Caponina paramo, Caponina cajabamba, Caponina alegre, Caponina chinacota и другими видами. Название вида C. chilensis, образовано от слова chile и латинского суффикса -Ensis ("который живет в...") и было дано ему в соответствии с местом его обнаружения (Чили).